# Psychoda serraorobonsis
Psychoda serraorobonsis és una espècie d'insecte dípter pertanyent a la família dels psicòdids que es troba a Sud-amèrica: el Brasil.